# Huhtilampi
Huhtilampi är en sjö i kommunen Jockas i landskapet Södra Savolax i Finland. Arean är 41 hektar och strandlinjen är 4,01 kilometer lång. Sjön  ingår i Vuoksens huvudavrinningsområde.   Den ligger omkring 29 kilometer nordöst om S:t Michel och omkring 240 kilometer nordöst om Helsingfors. 